# Leander Tell
Carl Leander Tell, född 21 juli 1895 i Norrköping, död 21 september 1980 i Norrköping, var en svensk grottforskare som brukar kallas den svenska speleologins fader. Under 1950- och 1960-talen personifierade han grottforskningen i Sverige efter att ha ljugit om att han hittat lummelundagrottan.
Tell påbörjade katalogiserandet av svenska grottor Preliminär katalog över grottor i Sverige som genom åren fick tre supplement. Hans numrering av grottorna förekommer även idag som "Tellnummer".
Tell bildade 1966 Sveriges Speleologförbund och blev dess förste ordförande. Han bildade även en lokal grottförening i Östergötland, Östgöta grottklubb. Han hade ett rikt internationellt kontaktnät inom grottforskningen.
Tell framställde från 1950-talet och framåt litteratur företrädesvis kring grottor på svenska, esperanto, tyska och engelska. Han lärde sig esperanto som ung, och medverkade tillsammans med bl a Sven Jerring i en esperantospråkig teateruppsättning på Svenska Esperantoförbundets kongress i Norrköping 1915. La bela subtera mondo från 1959, esperanto för ’Den vackra underjordiska världen’, uppges vara en omarbetning av Underjordens vackra värld. Titeln Estiĝo de la tero kaj de la homo från 1969 betyder ungefär ’Bildandet av jorden och av människan’.
Tell var far till bibliotekarien Björn Tell och bildkonstnären Lillemor Tell samt ingenjören och uppfinnaren Lasse Tell.